# Franciszek Lessel
Œuvres principales
- Concerto pour piano op. 14,
- Variations op. 15

Franciszek (ou Franz) Lessel né vers 1780 à Puławy ou dans les environs et décédé le 26 décembre 1838 à Piotrków Trybunalski est un pianiste et compositeur polonais de la période pré-romantique.

## Biographie
L'acte de naissance de Lessel n'ayant pas encore été retrouvé dans les archives, les éléments objectifs concernant la naissance du compositeur restent flous. C'est ainsi que l'on trouve différentes dates situées entre 1779 à 1780 et des lieux comme Varsovie, Puławy ou ses environs. Si l'on ne sait rien de sa mère, on sait que son père, Wincenty Ferdynand Lessel (1750–1828), de nationalité tchèque, né à Eula (aujourd'hui Jilové près de Prague), était chef d'orchestre à la cour d'Izabella et Adam Jerzy Czartoryski à Puławy, pianiste, compositeur et pédagogue. Il était le précepteur des enfants (clavecin, piano, violon) et composait pour les diverses nécessités. Wincenty était en relation avec de nombreux compositeurs polonais et étrangers de son époque et possédait une grande collection de livre et de partitions, ainsi qu'une collection d'instruments. Il jouait souvent en formation de chambre notamment avec Konstanty, le fils de Czartoryski au violon. C'est de lui que Franciszek reçoit ses premières leçons de violon, de piano et de théorie. C'est dans cette atmosphère favorable et sous le patronage de la Princesse que se développe le talent de l'enfant. On n'en sait pas beaucoup plus sur la prime jeunesse du virtuose. Plus tard, il se produit en tant que pianiste au sein d'un ensemble de musique de chambre avec Karol Kurpiński et Karol Lipiński, à Lvov. Lipiński étant l'un des plus grands violonistes de son temps.

### Vienne
À 19 ans, à la fin de l'année 1799, Franciszek Lessel se rend à Vienne, comme le supposent certains auteurs, pour y faire des études de médecine. Sa bibliothèque témoigne de son intérêt pour la discipline, mais il n'y a pas de preuve de ses études. En fait à Vienne, il sort diplômé d'architecture de l'école de génie civil. Mais il ne néglige pas la musique : entre 1799 et 1809 il étudie avec Joseph Haydn, jusqu'à la mort de ce dernier, effectuant plusieurs séjours en Pologne (1803, 1804, 1806 et 1807) où il avait un poste de musicien à la cour de Lubomirski à Łańcut.
Lessel est l'un des deux élèves polonais de Joseph Haydn – l'autre étant Feliks Janiewicz (1762–1848) violoniste et auteur du premier concerto pour violon polonais. Le père de Lessel aimait beaucoup Haydn et le considérait comme un « créateur parcourant le monde ». C'est sans doute sous sa pression que le fils entreprend cette formation, le père de Lessel étant soucieux d'améliorer la position sociale de son fils, mais aussi en concertation avec la Princesse qui offre son aide financière. Le contenu des leçons de Haydn est inconnu. Mais nous savons que Franciszek envoyait à son père ses exercices de contrepoint. Wincenty les corrigeait et indiquait les erreurs. On voit que le rôle de pédagogue se poursuit au-delà des vingt ans de Franciszek. À part Haydn, on sait que Lessel rencontre au moins trois fois Clementi, à qui il dédie la Fantaisie op. 8 (1810). Mais il peut aussi avoir été en relation personnelle avec Hummel, qui résidait à Vienne à cette époque : le Trio op. 5 (pub. 1807) est marqué par le style brillant très en vogue à l'époque, ou bien la Fantaisie en ut majeur à la brillante ornementation, aux cantilènes chantantes et aux méditations profondes.
De cette époque viennoise, où il avait acquis une célébrité en tant que pianiste, date nombre de compositions pour piano, tels les Variations, les Sonates op. 2, la Fantaisie, ou l'Adagio et le Rondo à la polonaise op. 9, considéré comme le prototype de l'opus 22 de Chopin, Andante spianato et Grande Polonaise brillante qui en garde même la tonalité. Vers 1809, il dédie à Cecile Beydale la Fantaisie en mi mineur. Beydale fut le premier amour du compositeur, jusqu'à ce qu'ils découvrent qu'ils étaient nés de la même mère.

### Pologne
Après dix années passées à Vienne, en 1809, Franciszek Lessel retourne en Pologne définitivement. Il y enseigne, continue à composer et à produire ses œuvres aux concerts. Lessel a aussi présidé la Société des amateurs de musique de Varsovie ce qui l'amène à diriger l'orchestre ; il est réputé comme pianiste, et il donne des leçons d'harmonica de verre.
Cette période de la vie du musicien est mal connue, mais quelques dates ont été retenues : par exemple le 4 janvier 1809 à Cracovie où une de ses symphonies avait été jouée, et le 3 février 1810, jour de la création de son second Concerto pour piano, opus 14, au Théâtre National de Varsovie. Cette œuvre fut le premier concerto d'un compositeur polonais à être présenté au public de son pays et considéré comme le meilleur concerto polonais avant Chopin. La critique fut enthousiaste. On y reconnaît l'influence de Mozart, avec un développement virtuose et un caractère d'improvisation proche de Beethoven et du style romantique naissant, mais les rythmes enjoués de mazurka du Rondo final ne peuvent tromper personne sur l'origine polonaise du compositeur. Quant à l'orchestre il est « entièrement subordonné » au soliste.
Selon les musicologues, il est probable que Frédéric Chopin ait connu le Concerto de Lessel au moins sous sa forme imprimée. Dans les années 1820, à Varsovie, la réputation de Lessel était importante et des œuvres de chambre et des œuvres religieuses ont été jouées, le jeune Frédéric a pu assister aux représentations.
En 1825, Lessel hérite de la grande bibliothèque de son père, décédé. Il la transporte à Pilica où il s'est installé, au sein de la propriété de Maria Wirtemberska (la fille d'Izabella et Adam Jerzy Czartoryski), puis à Pęcice.
Parallèlement à ses activités musicales, Franciszek Lessel était administrateur de différentes propriétés, ce qui l'amena à changer souvent de poste et d'adresse. Successivement, ceux de Gzików près de Kalisz en 1812 ; puis les biens de Maria Wirtemberska à Pilica - il dessina les plans des aménagements extérieurs, parcs, jardins ou bâtiments industriels ; dans les années 1830 il administrait celle des Popławski à Pęcice. Enfin en 1836, il était à Marymont, inspecteur à l'Institut de l'Économie Rurale, et l'année suivante en tant qu'inspecteur des écoles dans la province de Piotrków Trybunalski jusqu'à sa mort, survenue lors des fêtes de Noël le 26 décembre 1838.
Parmi ses activités extra-musicales, Lessel avait la passion du jardinage.
Il laisse quatre petits enfants à sa veuve, Franciszka Hiz.

## Œuvre
La popularité de Lessel en son temps fut bien plus importante que ne le laissent penser la diffusion de ses œuvres de sa mort à aujourd'hui, ou les dix lignes des dictionnaires. D'abord, il fut l'un des élèves préférés de Haydn. Le maître et l'élève sont restés en contact soutenu pendant dix ans. Sensibilisé à la musique de son temps, il étudie Clementi, Cherubini, Hummel autant que le jeune Beethoven, et bien sûr les œuvres de Haydn dans les domaines de la musique de piano, de chambre, de la symphonie et des formes vocales.
Le catalogue des œuvres de Lessel qui nous reste est largement amputé. Les œuvres manquantes sont d'envergure et nous laissent peu à même de bien cerner l'importance réelle du musicien en son temps. Józef Elsner, musicien et professeur polonais de son époque (l'un des maîtres de Chopin) le qualifie de « compositeur de génie ». Les compositions que l'on peut écouter évoquent tour à tour Mozart, Haydn et le style brillant d'un Hummel, tout en restant d'une facture personnelle. Lessel intègre dans son matériau thématique des airs populaires de son pays, ou la polonaise, danse à même d'en colorer les sonorités. En disciple de Haydn, Lessel emploi fréquemment tous les moyens polyphoniques à sa disposition dans une construction claire et logique. Il maîtrise parfaitement des formes abordées : sonate, variations, fantaisie (ou même les prétextes d'une danse de salon, une polonaise, qu'il transforme en authentique œuvre) le tout savamment structuré. Il semble que Lessel ait soigné sa carrière de virtuose et qu'il écrivait ces œuvres pour les nombreux concerts qu'il donnait. Les œuvres pour piano de Lessel témoignent d'une connaissance parfaite de la facture du piano.
Les musicologues distinguent deux périodes dans les compositions de Lessel. La première va jusqu'à 1815 environ, où il donne musique de chambre et pièces pour piano, ce qui correspond à son séjour à Vienne et quelques années après son retour. Ensuite, il compose surtout de la musique religieuse, part très populaire à son époque et aujourd'hui totalement éclipsée par la disparition des manuscrits.
Le mystère demeure aussi sur la cause de la disparition complète du paysage musical des œuvres du compositeur après sa mort. Des hypothèses rendent en partie responsable le légataire choisi par son épouse pour gérer l'œuvre.

## Catalogue des œuvres
Les fonctions extra-musicales de Franciszek Lessel ne lui permirent pas de bien gérer son œuvre, notamment par l'édition. En outre, un grand nombre de manuscrits a été détruit ou perdu lors de la seconde guerre mondiale où une élimination systématique de la culture polonaise avait été mise en œuvre par l'occupant. On connaît cependant quelques titres, listés ici, mais il est sûr qu'il composa d'autres œuvres dont nous ne pouvons avoir la trace. Ce qui est d'autant plus dommageable du point de vue de l'histoire de la musique, c'est qu'il ne s'agit pas de travaux de jeunesse, mais d'œuvres de la période de maturité du compositeur. Un grand nombre des œuvres conservées sont de la période viennoise, et publiées par des éditeurs comme Breitkopf ou Artaria et plus rarement en France et en Angleterre.

### Clavier
piano
- Études de contrepoint (1805)
- Variations pour piano en la mineur
- 12 landlers (1806)
- 3 Sonates pour piano, opus 2 (1800 - Pub. Vienne, chez Thadé Weigl[7]) Création à Vienne vers 1800. Dédié à Haydn.
Il s'agit du seul recueil de sonates parvenu à nous. Un opus 11 est cité dans un dictionnaire[8], mais aucune trace des œuvres n'a pu être retrouvé jusqu'à aujourd'hui dans les bibliothèques.
  - Sonate pour piano en ut majeur, opus 2 no 1
    1. I. Allegro
    2. II. Andante grazioso
    3. III. Presto

  - Sonate pour piano en fa majeur, opus 2 no 2
    1. I. Allegro con brio
    2. II. Un poco adagio
    3. III. Allegro

  - Sonate pour piano en ut majeur, opus 2 no 3
    1. I. Allegro moderato
    2. II. Larghetto espressivo
    3. III. Allegro molto
- Fantaisie en ut majeur, opus 8 (1810). Dédié à Clementi.
- Fantaisie en mi mineur, opus 13 (Varsovie, vers 1809) Dédié à Cecylia Beydale.
- Variations en la mineur, opus 15 (création vers 1809 - pub. 1910 Varsovie) Dédié à Franciszka Hiz, future épouse de Lessel.
Le titre complet est : Yikhav, Cosaque d'au-delà du Danube. Air Russe. Varié pour le Piano-Forte. Composé et dédié à Mademoiselle Françoise Hiz par Fr. Lessel. Les thèmes de l'opus sont tirés de chants populaires ukrainiens (doumka) très populaire en son temps[9].
  - Variations en la mineur, opus 15 no 1
    1. Thema. Andantino tranquillo
    2. Var. I. Più vivo
    3. Var. II. Andante sostenuto
    4. Var. III. Più mosso e con brio
    5. Var. IV. Più tranquillo
    6. Var. V. L'intesso tempo
    7. Var. VI. Più mosso
    8. Var. VII. Più tranquillo e cantabile
    9. Var. VIII. Presto assai

  - Variations en la mineur, opus 15 no 2
    1. Thema. Andante con moto
    2. Var. I. Poco più mosso mosso
    3. Var. II. Allegretto
    4. Var. III. Decisio ma con grazia
    5. Var. IV. Più vivo e ben ritmato
    6. Var. V. Tempo I. Andante con moto
    7. Var. VI. Tempo I
- Deux solfeggios (1810)
- Polonaise en ré majeur (pub. 1821 Varsovie[10])
Bien que seule polonaise retrouvée dans les œuvres de Lessel, il est improbable que cette œuvre soit unique tant était grande la popularité de ces danses. La pièce est une forme développée du genre A-B-A, virtuose et élégante avec un trio central.

Piano à quatre mains
- Adagio et Fugue pour piano quatre mains, opus 11 (1812)

Orgue
- Preludium en ré majeur

### Chambre
Duos
- 3 Grands Duos pour deux flûtes, opus 1
  - Grand Duo pour deux flûtes, opus 1 no 1
    1. I. Allegro assai
    2. II. Andante grazioso
    3. III. Allegretto

  - Grand Duo pour deux flûtes, opus 1 no 2
    1. I. Allegro moderato
    2. II. Andante grazioso
    3. III. Finale. Allegro

  - Grand Duo pour deux flûtes, opus 1 no 3
    1. I. Allegro moderato
    2. II. Andante
    3. III. Allegretto
- Adagio et polonaise pour violon et piano (1807) À l'origine conçu avec orchestre.
  1. I. Adagio
  2. II. Polonaise

Trios
- Grand Trio pour clarinette, cor et piano, opus 4 (1806)
  1. I. Allegro con spirituo
  2. II. Adagio espressivo
  3. III. Allegro
- Trio avec piano en mi majeur, opus 5 (pub. 1807 Breitkopf Desde)
  1. I. Allegro brillante
  2. II. Rêve. Adagio
  3. III. Rondo. Allegro di molto

Quatuors
- Quatuor à cordes no 1 en la majeur (1800)
  - I. Allegro moderato
- Quatuor à cordes no 8 en si bémol majeur, opus 19, l'unique quatuor conservé dans son entier.
  1. Allegro assai
  2. Andante
  3. Menuetto. Presto
  4. Finale. Allegro assai
- Fantaisie en quatuor à cordes, en ut majeur
  1. Adagio
  2. Allegro risoluto
  3. Vivace
  4. Maestoso
  5. Fugue
- Quatuor pour flûte et trio à cordes en sol majeur, opus 3[11]
- La fantaisie spécifique, quatuor avec piano en ut majeur
- Fantaisie caractéristique, pour piano et cordes, opus 31 (1822) ???

Autres
- Quintette pour cordes et piano en mi bémol majeur
- Sextuor à vents (Parthia) no 1, en mi bémol majeur
- Sextuor à vents (Parthia) no 3,
- Sextuor à vents (Parthia) no 4

### Concertant
- Adagio et Rondo à la Polonaise en ré majeur pour violon et piano, opus 9[12]. Dédié à Mademoiselle Joséphine Czartoryska.
  1. Adagio
  2. Polonaise
- Pot pourri pour piano et orchestre, opus 12 (pub. 1813 Breitkopf[13]) Dédié aux Dames polonaises.
- Concerto pour piano no 2, opus 14 (1810, pub. c.1813 à Lipsk[14]) Création le 3 mars 1810 à Varsovie. Dédié à la Comtesse Zofia Zamoyska, née Czartoryska.
  1. I. Allegro brillante
  2. II. Adagio
  3. III. Rondo. Allegretto

### Orchestre
- Ouverture, opus 10 (pub. 1842)
- Symphonie en sol mineur (1805 - perdu partiellement)

IV. Finale

### Vocale
- Dix mélodies pour voix et piano (1816). Sur des textes de J.U. Niemcewicz.

Ce groupe est publié dans un cycle plus large de 34 Chants historiques  écrit en collaboration avec Karol Kurpinski, M. Szymanowska et C. Beydal. Les musicologues affirment que les pièces de Lessel « manifestent la plus grande valeur ».
- Bogurodzica (1816)
- Dieu Tout-Puissant, Hymne et chorale soulèvement de 1830. Sur un texte de Stefan Witwicki (1801-1847).

### Cantate
- Cantate Sainte Cécile, pour soprano, ténor, basse, clarinette solo, chœur à quatre voix, orgue et orchestre[15] (Création le 21 novembre 1812 à Varsovie). Texte de Bonawentura Kudlicz.

### Œuvres perdues
- Concertos pour piano no 1 et 3
- Quatre symphonies
- Dix quatuors à cordes
- Quintette pour cordes et piano en fa mineur, opus 25
- Sainte Cécile, Oratorio (1812)
- 5 messes
- Requiem
- Motets
- Offertoires
- Dansomania, ballet (Création Varsovie, 1834)
- Les Bohémiens, Opéra en trois actes (inachevé)

### Discographie
- Œuvres pour piano vol. 1, op. 2 no 2 et 3, 8, 15 no 2 - Marcin Lukaszewski, piano (27-30 mars 1999 - Acte Préalable AP0022)
- Œuvres pour piano vol. 2, op. 2 no 1, 13 et 15 no 1 - Marcin Lukaszewski, piano (27-30 mars 1999 - Acte Préalable AP0023)
- Œuvres pour piano Fantaisie op.8, Fantaisie op.13, Sonates 2-3, Variations op.15 no.1 Dorota Cybulska-Amsler  pianoforte  Christopher Clarke copie Fritz 1815 (DUX1173 2015)
- Quatuor no 1, Fantaisie, Adagio et polonaise - Quatuor Wilanóv, Pawel Perlinski, piano (1999 et 2005 - Acte Préalable AP0143)
- Quatuor à cordes op. 19, Quatuor avec flûte op. 3 - Elzbieta Gajewska (flûte), Quatuor Wilanóv (1998 - Acte Préalable AP0006)
- Sextuors à vents no 1, 3 & 4 - Consortium Classicum (MDG)
- Concerto pour piano, op. 14, Cantate Sainte Cécile - Emilian Madey, piano ; O. Polonais "Jeunesses musicales", Dir. Łukasz Borowicz (mars 2000 - Acte Préalable AP0055)
- Œuvres pour pianoforte et orchestre - Viviana Sofronitzki, piano ; Ensemble Musicae Antiquae Collegium Varsoviense, Dir. Tadeusz Karolak (2007 - Pro musica camera)
- Concerto pour piano, op. 14 - Sinfonia Vasovia, Howard Schelley, piano et direction (25 août 2010 - Institut Frédéric Chopin NIFCCD 101) Couplé avec le concerto de Dobrzyński, évoqué plus haut à propos de Chopin